# Soma Takao
Soma Takao (高尾蒼馬, Takao Soma), né le 4 août 1988, est un catcheur japonais, qui travaille pour la Dramatic Dream Team (DDT).

## Carrière

### Dramatic Dream Team (2009-...)
Le 5 juin, lui et Sanshiro Takagi battent Kotoka et Masaaki Mochizuki.
Le 27 janvier, ils perdent les titres contre Monster Army (Antonio Honda, Daisuke Sasaki et Yuji Hino),.
Le 12 avril, ils perdent les titres contre Daisuke Sasaki, Kenny Omega et Kōta Ibushi,.
Le 28 août, il bat Hikaru Sato et remporte le AJPW World Junior Heavyweight Championship,.
Le 4 septembre, lui, Tetsuya Endo et Mad Paulie battent Shuten Doji (Kudo, Masahiro Takanashi et Yukio Sakaguchi) et remportent les vacants KO-D Six Man Tag Team Championship. Le 21 octobre, ils conservent les titres contre DISASTER BOX (Kazuki Hirata, Toru Owashi et Yuki Ueno). Le 28 octobre, ils perdent les titres contre Strong Hearts (CIMA, T-Hawk et Duan Yingnan).
Lors de Day Dream Believer 2021, lui, Tetsuya Endo et Yuji Hino battent Akito, Kazuki Hirata et Shota pour remporter les KO-D Six Man Tag Team Championship.

### All Japan Pro Wrestling (2014-...)
Le 18 mars, lui et Keisuke Ishii perdent contre Burning (Jun Akiyama et Yoshinobu Kanemaru) et ne remportent pas les AJPW All Asia Tag Team Championship.

## Palmarès
- All Japan Pro Wrestling
  - 1 fois AJPW World Junior Heavyweight Championship

- Dramatic Dream Team
  - 8 fois KO-D 6-Man Tag Team Championship avec Keisuke Ishii et Shigehiro Irie (6), Mad Paulie et Tetsuya Endo (1) et Tetsuya Endo et Yuji Hino (1)
  - 2 fois KO-D Tag Team Championship avec Sanshiro Takagi (1) et Daisuke Sasaki (1)
  - Young Drama Cup (2010)